# Estación Parangaba
Parangaba es la novena estación de la Línea Sur del metro de Fortaleza y la segunda de modo elevado en sentido Carlitos Benevides. Siendo la primera estación de la Línea Mucuripe.

## Historia
La estación fue inaugurada por las autoridades el 15 de junio de 2012, en la primera fase de la línea sur entre la estación Parangaba y Carlitos Benevides. La plataforma de la Línea Mucuripe se encuentra en construcción sin fecha prevista para su término.

## Características
La estación Parangaba es un importante puente de integración intermodal de transportes, pues integra el sistema de metro con el VLT y la terminal de ómnibus de Parangaba. En las proximidades de la estación hay un centro comercial y tras la estación del aeropuerto la estación Parangaba es una de las más visitadas del sistema.

## Tabla de Líneas
| Línea    | Terminales                                  | Estaciones | Longitud | Duración de los viajes (min) | Intervalo entre trenes (min) | Funcionamiento                                    |
| -------- | ------------------------------------------- | ---------- | -------- | ---------------------------- | ---------------------------- | ------------------------------------------------- |
| Sul Sur  | Central-Chico da Silva ↔ Carlitos Benevides | 20         | 24,1     | 35                           | 15                           | En fase de pruebas. De lunes a viernes de 8 a 12. |
| Mucuripe | Parangaba ↔ Iate                            | 11         | 12,7     |                              |                              | En construcción.                                  |

- Datos: Q18363023
- Multimedia: Parangaba (Fortaleza Metro) / Q18363023